# Hyperiella macronyx
Hyperiella macronyx är en kräftdjursart som först beskrevs av Walker 1906.  Hyperiella macronyx ingår i släktet Hyperiella och familjen Hyperiidae. Inga underarter finns listade i Catalogue of Life.